# Ulica Grodzka w Stargardzie
Ulica Grodzka – jedna z najstarszych ulic w Stargardzie, położona na terenie Starego Miasta prowadzi od skrzyżowania z ul. Bolesława Chrobrego do ul. Bolesława Krzywoustego. Przed II wojną światową ulica na północ od Rynku nosiła nazwę Radestr. (Kołodziejów) oraz na południe od Rynku Poststr. (Pocztowa).
Na odcinku od ul. Kramarskiej do Mieszka I do ulicy przyległy jest Rynek Staromiejski, którym wytyczony jest deptak. Przy ulicy Grodzkiej znajdują się placówki banków, sklepy, restauracje i kawiarnie.
W 2009 roku w kwartale ulic B. Chrobrego, Kazimierza Wielkiego, Grodzka rozpoczęto budowę kamienic stylizowanych na budynki przedwojenne.